# 贝聿铭
贝聿铭（1917年4月26日—2019年5月16日），美籍華裔建筑师，1983年普立茲克獎得主，獲譽為「現代主義建築的最後大師」（the last master of high modernist architecture）。貝聿銘為蘇州望族之後裔，出生於中華民國廣東省番禺縣，父親貝祖貽曾任中華民國中央銀行總裁，也是中國銀行創始人之一；生母莊氏乃清廷國子監祭酒之後，於貝氏13歲時罹癌過世；繼母蔣士雲，為中華民國駐外使節蔣履福之女；貝氏有一個姊姊、兩個弟弟、兩個妹妹；妻子盧淑華（Eileen Loo）為中國留美學生，婚後育有三子一女，其中貝建中（Chien Chung Pei）與貝禮中（Li Chung Pei）皆是美國著名建築師；堂妹林貝聿嘉曾任香港立法局議員及灣仔區議會主席。
貝聿銘作品以公共建築、文教建築為主，獲歸類為現代主義建築，善用鋼材、混凝土、玻璃與石材，代表作品有美國華盛頓特區國家藝廊東廂、法國巴黎羅浮宮擴建工程、香港中國銀行大廈、1970年日本萬國博覽會中華民國館、東海大學路思義教堂（與陳其寬共同設計，由陳其寬執行）、卡塔尔多哈伊斯蘭藝術博物館和中国驻美国大使馆。2019年5月16日凌晨，貝聿銘在紐約曼哈頓家中逝世，享壽102岁。貝氏一生投入於建築設計，直到八十歲仍在創作。他的最後一件作品是位於卡塔爾的多哈伊斯蘭藝術博物館。

## 經歷

### 早年生活
民國初年，貝聿銘之父貝祖貽參與籌組中國銀行。民國四年（1915年），貝祖貽調任中國銀行廣東分行，攜妻女離開故鄉蘇州，遷往廣州市，兩年後（1917年）的4月26日，貝聿銘於廣州出生。
民國七年（1918年），貝祖貽為逃避政爭，舉家移居香港，設立中國銀行香港分行，出任總經理，貝聿銘的弟妹皆在香港出生，他在香港度過童年，入讀聖保羅書院小學。
民國十六年（1927年）貝祖貽獲政府諒解，出任中國銀行上海分行經理，一家人就搬到上海。貝聿銘初中就讀上海青年會中學，高中畢業自聖約翰大學附屬中學，應祖父貝理泰要求，貝聿銘每年暑假會回蘇州，经常前往其叔祖在1917年购得的獅子林。蘇州園林的生活經驗，影響到貝聿銘日後的設計哲學：「人與自然共存」、「家庭的真正含義：內聚力和歷史」。
貝祖貽公務繁忙，貝聿銘與姊弟妹主要由母親負責照顧教養。贝聿铭之母是虔誠的佛教徒，待人熱情，交友廣闊，貝聿銘深受其影響。民國十八年（1929年）貝聿銘13歲時，母親罹癌過世，對他及其家人帶來重大打擊，其父為忘亡妻傷痛遠走歐洲，後奉派出任中華民國駐意大利公使。
民國二十四年（1935年），18歲的貝聿銘負笈美國，先到賓大，未注册便轉往麻省理工學院，1940年取得麻省理工學院建築學學士學位，1946年取得哈佛大学建築學碩士學位，1954年成為美國公民。

### 職業生涯
貝聿銘自哈佛大学畢業後，1948年加入地產商齊氏威奈公司（Webb and Knapp），擔任建築部總監（Architecture Director）一職。1955年，貝聿銘取得齊氏集團的協議成立聯合事務所，經兩度更名後成為聯合事務所。事務所共從事過114件設計案，其中66件是貝聿銘負責。
貝聿銘早期的作品有路德维希·密斯·凡德罗的影子，不過他不像密斯以玻璃為主要建材，而是採用混凝土，如紐約富蘭克林國家銀行、鎮心廣場住宅區、夏威夷東西文化中心。到了中期，歷練累積了多年的經驗，貝聿銘充分掌握了混凝土的性質，作品趨向於柯比意式的雕塑感，其中當以全國大氣研究中心、達拉斯市政廳，等皆屬此方面的經典之作。貝聿銘擺脫密斯風格當以肯尼迪圖書館為濫觴，幾何性的平面取代規規矩矩的方盒子，蛻變出雕塑性的造型。身為齊氏威奈公司專屬建築師，貝聿銘有機會從事大尺度的都市建設案，并從這些開發案獲得對土地使用的寶貴經驗，使得他的建築設計不單考慮建築物本身，更關切環境提陹到都市設計的層面，著重創造社區意識與社區空間，其中最膾炙人口的當屬費城社會嶺住宅社區一案，而他們所接受的案子是以辦公大樓與集合住宅為主。
他的建築融合自然的空間觀念，主導著貝聿銘一生的作品，如全國大氣研究中心、伊弗森美術館、狄莫伊藝術中心雕塑館與康奈爾大學赫伯特·F·约翰逊艺术博物馆等。這些作品的共同點是內庭，內庭將內外空間串連，使自然融於建築。到晚期內庭依然是貝聿銘作品不可或缺的元素之一，唯在手法上更着重于自然光的投入，使內庭成為光庭，如香山飯店的常春廳、紐約阿孟科IBM公司的入口大廳、香港中銀大廈的中庭、紐約賽奈醫院古根漢館、巴黎卢浮宮的玻璃金字塔與比華利山創意藝人經濟中心等。光與空間的結合，使得空間變化萬端，「讓光線來作設計」是貝聿銘的名言。他持續地對形式、空間、建材與技術研究探討，使作品更多樣性、更優秀。
貝聿銘所獲的重要职业生涯獎項包括1979年美國建築師學會金獎、1981年法國建築學院金獎、1983年第五屆普利兹克奖、1988年由里根总统颁予的国家艺术勋章（National Medal of Arts）、1989年第一屆日本高松宮殿下紀念世界文化獎、2009年获得英國皇家建築師學會金奖等等。
但是，贝聿铭人生中也遭遇低谷，就是他與其合伙人亨利·N.柯布所設計的波士顿汉考克大厦的玻璃幕墙脱落，当时他和他的合伙人付出了惨痛的代价。

## 轶事

### 羅浮宮金字塔批评
贝聿铭最著名的建筑设计是羅浮宮入口处的标志性玻璃塔。然而此设计当时一度遭到巴黎社会的猛烈批评，理由是玻璃金字塔设计过于前卫，与充满古典气息的羅浮宮格格不入。
时任法国总统密特朗在上任后，在當時的文化部長雅克·朗的建議下，想要对羅浮宮进行改造重整，于是「跳过」招标程序，亲自委托贝聿铭设计，此举引起当地人不满，他们无法理解为何将法国历史建筑交予一名美籍华裔建筑师。1984年1月23日，贝聿铭向法国委员们以投影片亲自讲述其构思时，被众多委员反对，法國的主流媒體都在批評貝聿銘的設計，法國世界報上甚至刊出大字標題說，貝聿銘的金字塔將是「死亡之家」。美国《纽约时报》也严厉批评贝聿铭的设计是「笑话」。贝聿铭忆起那段日子时称，在工程前期的1年是最辛苦的，有接近90%的法国民众反对玻璃金字塔，令他走在巴黎街上总是感到不自在，彷佛是过街老鼠，遭人怒目而视。1985年4月28日，密特朗总统在法國電視台上對反對者們展開了說教，貝聿銘也做了一個一比一的金字塔模型，這一模型起了決定性的作用，讓貝聿銘的設計得到接受了。金字塔後於1989年3月30日落成揭幕。

### 因遭看护虐待而报警
2015年12月13日，已届98岁的贝聿铭报警称被女看护埃特尔·尼古拉什维利（Eter Nikolaishvili）虐待要入院治疗，导致他前臂出现「大面积红肿及流血及瘀伤」。女看护称是在抢夺贝聿铭手机时抓伤他，事后又声称她捉住贝聿铭是为防止他跌倒。纽约警察当局在事发后两周以伤人罪拘捕艾塔·妮可拉席薇莉。2016年5月，埃特尔·尼古拉什维利与控方达成认罪协议，要完成8堂情绪管理课程，而且不可再与贝聿铭接触。

### 約翰·漢考克大廈事件
貝聿銘的人生並非一帆風順，他曾在1976年完工的約翰·漢考克大廈（John Hancock Tower）慘遭滑鐵盧，可謂他人生最慘重的挫折。
外表披覆纖薄優雅藍色玻璃的約翰·漢考克大廈，由貝聿銘與其合作夥伴科布（Henry Cobb）設計，在1973年即將完工之際，大廈表面的玻璃開始大量脫落，貝聿銘與科布隨後迅速換上膠合板，但在他們找出原因時，已有將近3成的玻璃脫落，這對貝聿銘來說，不僅是專業上的奇恥大辱，更帶來重大的法律責任。
雖然專家後來認為，玻璃大量脫落一事，問題不在貝聿銘的設計，而是玻璃本身，但這次的挫敗已為他與合作夥伴帶來慘重損失，工程延誤近4年、費用從8000萬美元翻倍暴增至1.6億美元。貝聿銘隨後與玻璃製造商、業主對簿公堂，直到多年後才終於和解。

## 婚姻家庭
贝聿铭的妻子卢淑华（Ellien Loo）是名門之後。卢淑华的父亲卢炳玉（Ping Yok Loo）早年随叔叔唐绍仪去美国留学，卢淑华的母亲张氏，乃晚清最后一任驻美公使张荫棠之女。卢淑华母亲张氏的亲兄弟民国外交家张谦娶了唐绍仪的二女儿唐宝璋，两人女儿张美生嫁总统袁世凯子袁克安、张美如嫁总统曹锟女婿李伯福的亲弟李亚福。卢淑华的亲兄弟盧文杰娶了中国留学生之父容闳侄子容顯麟的女儿容飞，容顯麟娶了民国名媛唐瑛。卢淑华與貝聿銘曾一樣到美國留學，就讀著名的女子大學衛斯理學院，兩人透過朋友介紹認識。
1938年暑期，贝聿銘去紐約度假，某天，他去中央火車站接一位朋友，在喧囂的人潮中，他遇见了卢淑华。卢淑华和贝聿铭的朋友同行，正准备去著名的卫斯理学院。當貝聿銘得知卢淑华要去波士頓衛斯理學院讀書時，热情地询问卢淑华，要不要送她去学校。卢淑华看了看他，表示已经买了火车票，借此委婉地拒绝。之后卢淑华乘坐的火车因飓风停运，贝聿铭借故送她去学校，对她一见钟情。
两人学校相距不远，贝聿铭成了卫斯理学院的常客，不久后，他得知卢淑华读的也是建筑专业，两人志趣相同。随着时间的推移，也让卢淑华深深爱上了他。就这样热恋了4年，贝聿铭好不容易等到女友毕业，便迫不及待地向她求婚。
1942年6月20日，卢淑华畢業後的第5天，兩人在美國東北部最富麗的住宅區紐約水上公寓舉行婚禮。中國駐美國總領事證婚。贝聿铭夫妻育有3子1女。在普林斯頓時，卢淑华生下大兒子「定中」。她放棄了學業，成為一個母親，同時兼任貝聿銘最親密的顧問、助手、知己以及貝聿銘的設計批判者。1946年二兒子「建中」出世，之後小兒子「禮中」出世，女兒名字「蓮」，幾個孩子的名字深刻的蘊含著貝氏夫婦對中國的情義：安定中國、建設中國、禮儀中國。在貝聿銘多年的職業生涯中，他從不避諱自己的身份。其中贝建中与贝礼中均是美国著名建筑师。

## 榮譽與獎項[18][25]

### 學術
- 1940年，麻省理工學院「阿爾法羅池獎章」（MIT Alpha Rho Chi Medal）
- 1940年，麻省理工學院獎學金（MIT Traveling Fellowship）
- 1940年，麻省理工學院「建築師學會獎章」（MIT AIA Medal）
- 1951年，惠爾賴特遊學獎學金（Wheelwright Traveling Fellowship）
- 1975年，獲選為美國藝術文學院（The American Academy of Arts and Letters）終生院士
- 1978至80年，當選為美國藝術文學院首位建築師背景的院長
- 1979年，羅德島設計學院（Rhode Island School of Design）校長院士
- 1984年，成為法蘭西藝術院（L'Académie des Beaux-Arts de France）外籍院士
- 1993年，獲選為英國皇家藝術學院（the Royal Academy of Arts）名譽院士
- 1996年，當選為中國工程院（Chinese Academy of Engineering ）外籍院士
- 1997年，獲選為法國建築學院（L'Académie d'Architecture de France）海外院士

### 專業
- 1961年，美國藝術文學院「阿諾·傻Hi

獎」（The Arnold Brunner Award）
- 1963年，美國建築師學會紐約分會「榮譽獎章」（The Medal of Honor）
- 1970年，美國波士頓國際學院「金門獎」（Golden Door Award）
- 1976年，美國「湯瑪斯·傑佛遜記念獎章」（The Thomas Jefferson Memorial Medal），表揚其「對建築領域的卓越貢獻」（for distinguished contribution to the field of architecture）
- 1978年，美國室内設計師協會「埃爾希·德·沃爾夫獎」（Elsie de Wolfe Award）
- 1979年，美國藝術文學院「建築學金獎」（The Gold Medal for Architecture of the American Academy of Arts and Letters）
- 1979年，美國建築師學會金獎（AIA Gold Medal）
- 1981年，法國建築學院「建築學金獎」（La Grande Médaille d'Or）
- 1981年，美國紐約市「藝術文化類市長榮譽獎」（The Mayor's Award of Honor for Art and Culture）
- 1981年，美國國家藝術委員會「榮譽金獎」（Gold Medal of Honor）
- 1983年，普立茲克獎：有时也被称为建筑界的诺贝尔奖。
- 1989年，日本高松宮殿下記念世界文化賞「建築終身成就獎」
- 1990年，美國加州大學洛杉磯分校「獎」
- 1991年，美國柯爾貝爾基金會「卓越首獎」（First Award for Excellence）
- 1994年，以色列貝扎雷藝術與設計學院（Bezalel Academy of Art and Design）「藝術與文學類耶路撒冷獎」（Jerusalem Prize for Arts and Letters）
- 1994年，中國建築學會「傑出成就金獎」（Gold Medal for Outstanding Achievement in Architecture）
- 1994年，美國紐約州政府「藝術獎」（New York State Governor's Arts Award）
- 1996年，義大利「新世紀金玫瑰國際獎」（Premio Internazionale Novecento La Rosa d'Oro）
- 1996年，美國紐約市政藝術協會「賈桂琳·甘迺迪·歐納西斯獎章」（Jacqueline Kennedy Onassis Medal）
- 1997年，美國布朗大學「獨立獎」（Independent Award）
- 1998年，美國麥克杜威部落「麥克杜威獎章」（Edward MacDowell Medal）
- 1999年，美國紐約市歷史地標保存中心「文化桂冠獎」（Cultural Laureate）
- 2001年，美國哲學會「湯瑪斯·傑佛遜藝術、人文、社會科學卓越成就獎章」（The Thomas Jefferson Medal for Distinguished Achievement in the Arts, Humanities, and Social Sciences）
- 2003年，美國史密森尼學會庫珀·休伊特國家設計博物館「國家設計獎之終身成就獎」（National Design Award: Lifetime Achievement Award）
- 2003年，美國國家房屋博物館「亨利·C·特納獎」（Henry C. Turner Prize），表揚其「對建造技術創新的貢獻」（for Innovation in Construction Technology）
- 2006年，德國埃爾文·維克特基金會「東方與西方獎」（Orient und Okzident Preis）
- 2009年，英國皇家建築師學會皇家金獎 （Royal Gold Medal)

### 勳章
- 1984年，獲法國政府授與藝術及文學勳章司令勳位
- 1988年，獲法國密特朗總統授與法國榮譽軍團勳章騎士勳位
- 1993年，升格為軍官勳位
- 1986年，获美国总统罗纳德·里根授予的自由勋章（Medal of Liberty）
- 1988年，獲美國總統罗纳德·里根授與美國國家藝術勲章
- 1992年，獲美國總統乔治·赫伯特·沃克·布什授與美國總統自由勳章[26]

## 主要作品
- 1956年－1963年：臺灣臺中市東海大學路思義教堂（與陳其寬共同設計，由陳其寬執行）
- 1961年－1967年：美國科罗拉多州博爾德美國國家大氣研究中心梅薩實驗室
- 1962年：加拿大蒙特利尔圣玛丽城广场
- 1967年：香港中文大學校園設計（外聘顧問）
- 1968年－1974年：美國马萨诸塞州波士顿基督科學教會中心（英语：Christian Science Center）
- 1968年：美國纽约州雪城埃弗森美術館（英语：Everson Museum of Art）
- 1969年：美國印地安纳州哥伦布克萊奧·羅傑斯紀念圖書館（英语：Cleo Rogers Memorial Library）
- 1970年：香港中文大學中國文化研究所（2005年由香港著名建築師嚴迅奇負責翻修設計；而兩次擴建由關善明建築師事務所設計）
- 1970年：澳大利亞墨爾本柯林斯廣場，1975年時這座兩塔綜合體是澳大利亞最大的單體建築。
- 1971年：美國马萨诸塞州波士顿海港大樓（Harbor Towers）
- 1972年 - 1978年：美國得克萨斯州達拉斯达拉斯市政厅
- 1973年：美國纽约州伊薩卡康乃爾大學約翰遜美術館（英语：Herbert F. Johnson Museum of Art）
- 1976年：新加坡华侨银行大厦，曾经是新加坡及东南亚最高的摩天大厦。
- 1976年：美國紐約州羅徹斯特羅徹斯特大學，紐約時報選為當時全美最佳的前十大學生活動中心建築
- 1978年：美國华盛顿国家美术馆东馆
- 1979年：美国波士顿肯尼迪总统图书馆暨博物馆
- 1981年：美国波士顿美术馆
- 1978年－1982年：美國印第安纳州布盧明頓印第安納大學美术馆
- 1979年－1986年：美國纽约州紐約市賈維茨會展中心
- 1979年－1985年：廣州花園酒店，負責概念设计和绘制草图，再亲自指定香港建筑设计师司徒惠細化设计。
- 1981年：美國德克萨斯州休斯敦摩根大通大廈
- 1982年：北京香山饭店，该饭店是外国建筑师在中国大陸改革开放后的第一件作品，也掀起了中国大陸建筑界对中国传统建筑与现代主义相结合的大讨论。
- 1982年－1990年：香港中銀大廈，当时的香港第一高楼，建筑面积是诺曼·福斯特设计的香港滙豐總行的两倍，而造价不及其五分之一。
- 1982年：香港新寧大廈，曾是电影英雄本色等的取景地之一；2013年拆除
- 1985年：美國马萨诸塞州波士頓麻省理工學院媒體實驗室威斯納館（英语：Wiesner Building）
- 1986年：新加坡莱佛士城
- 1987年：美国邁阿密塔
- 1989年：法国巴黎卢浮宫扩建工程，法国大革命200周年纪念巴黎十大工程之一，也是唯一由法国总统密特朗亲自委托，而非经过投标竞赛的工程。
- 1990年：新加坡新门广场
- 1990年：德国柏林德國歷史博物館新翼
- 1993年：美国纽约四季酒店
- 1995年：北京中国银行总行大楼
- 1996年－1997年：日本滋賀縣甲賀市美秀美術館
- 1998年：美國俄亥俄州克利夫兰搖滾名人堂
- 2002年：江苏苏州苏州博物馆新馆
- 2004年：美國华盛顿中华人民共和国驻美国大使馆
- 2006年：卢森堡讓大公現代美術館
- 2006年：澳門-澳門科學館
- 2006年－2008年：卡達杜哈伊斯蘭藝術博物館

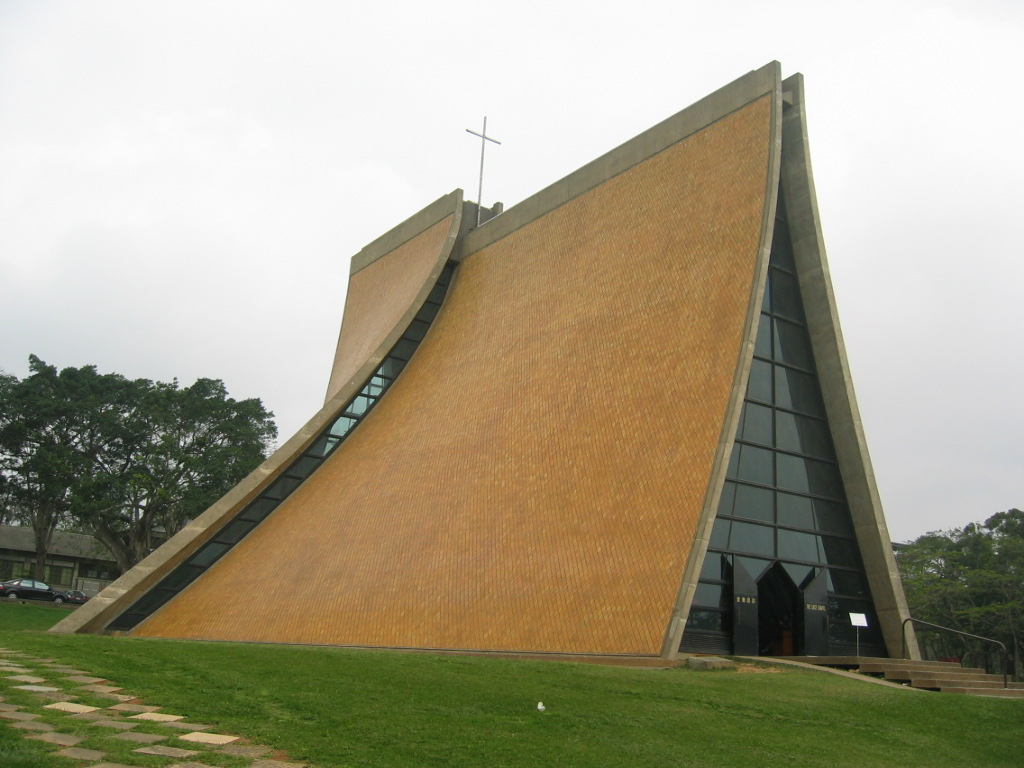
台中東海大學路思義教堂
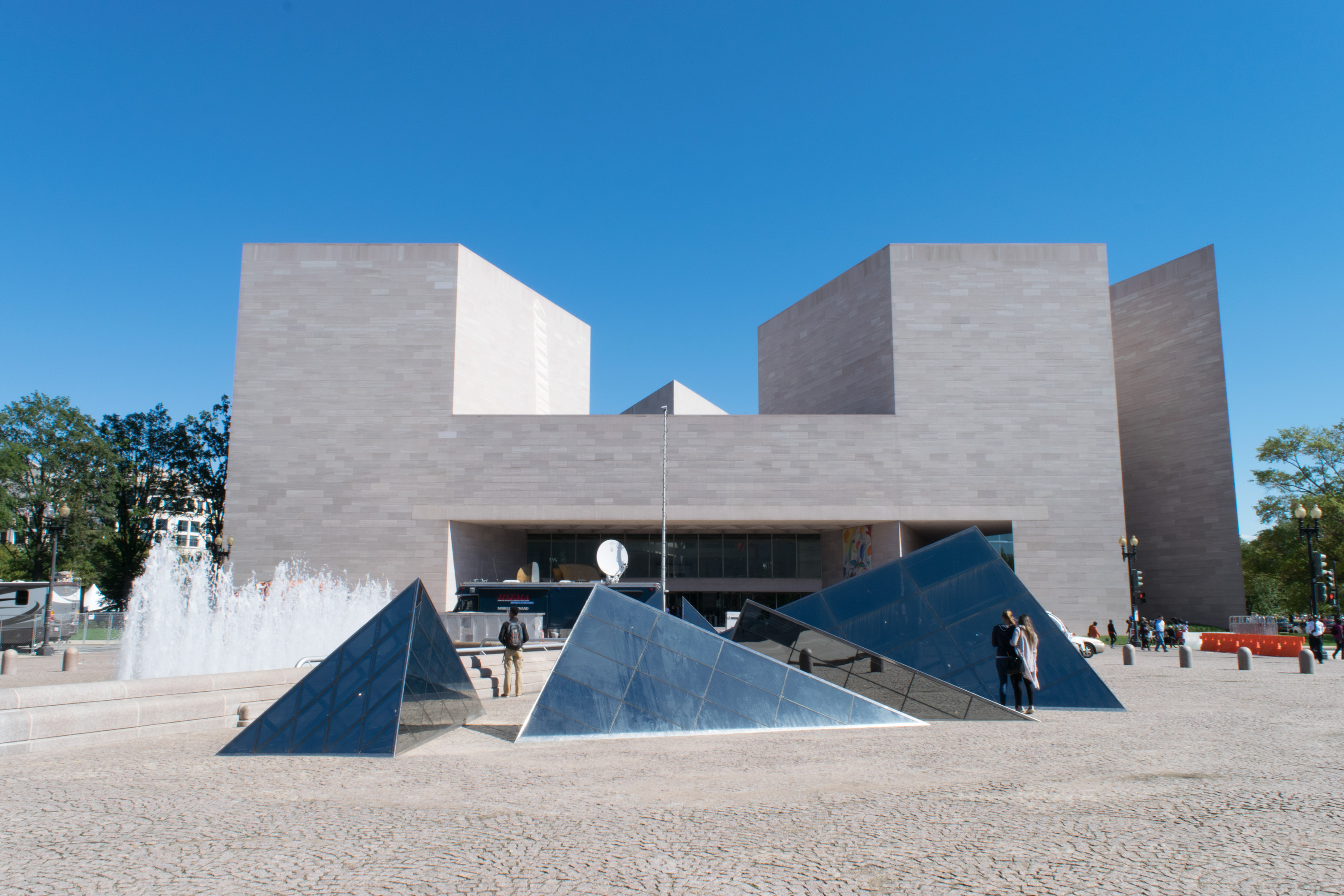
美國華盛頓國家美術館東館
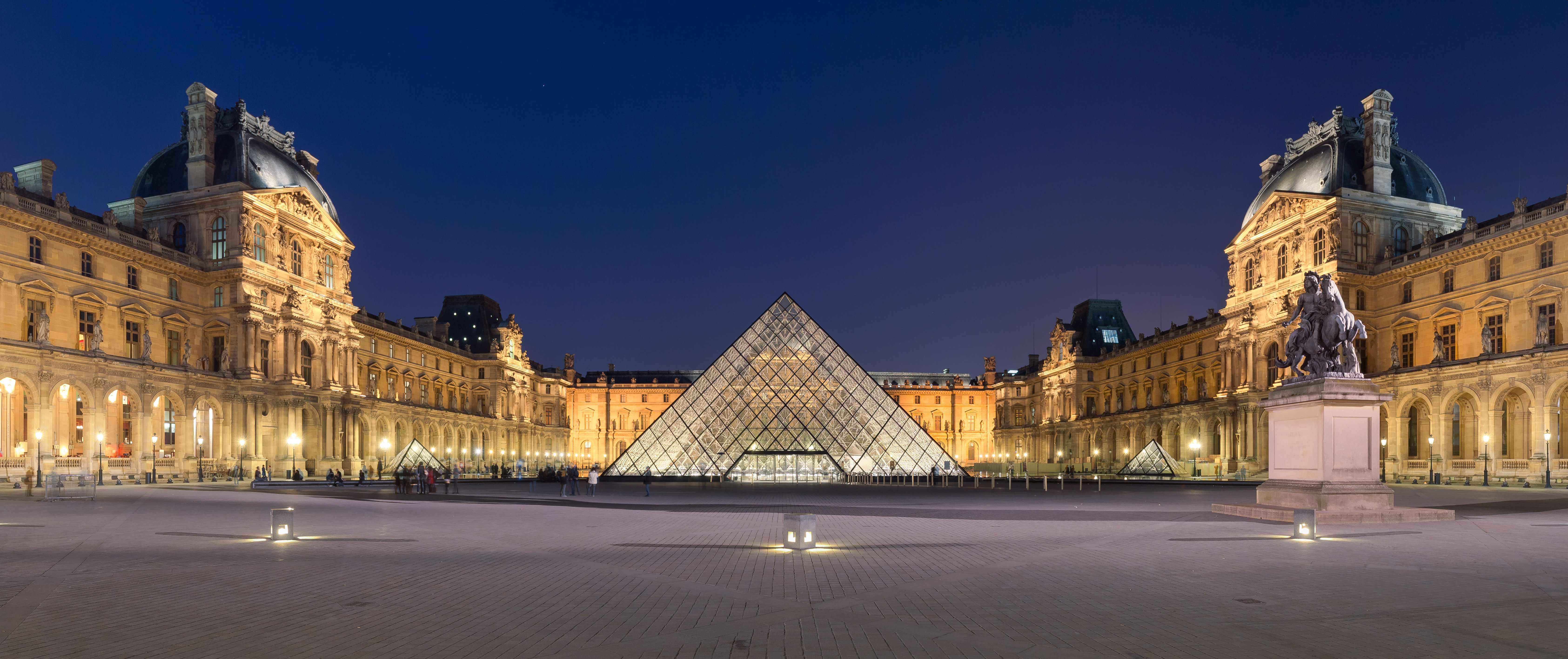
法國羅浮宮玻璃金字塔
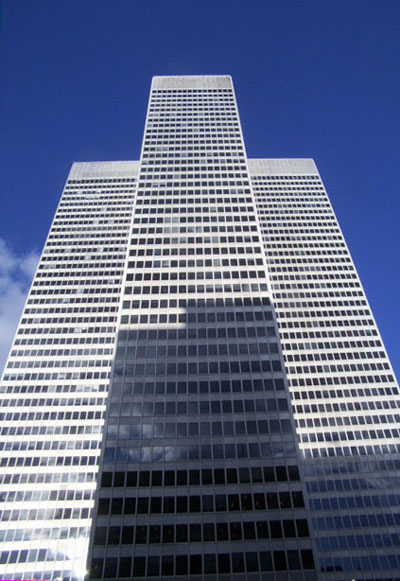
蒙特利尔的圣玛丽城广场
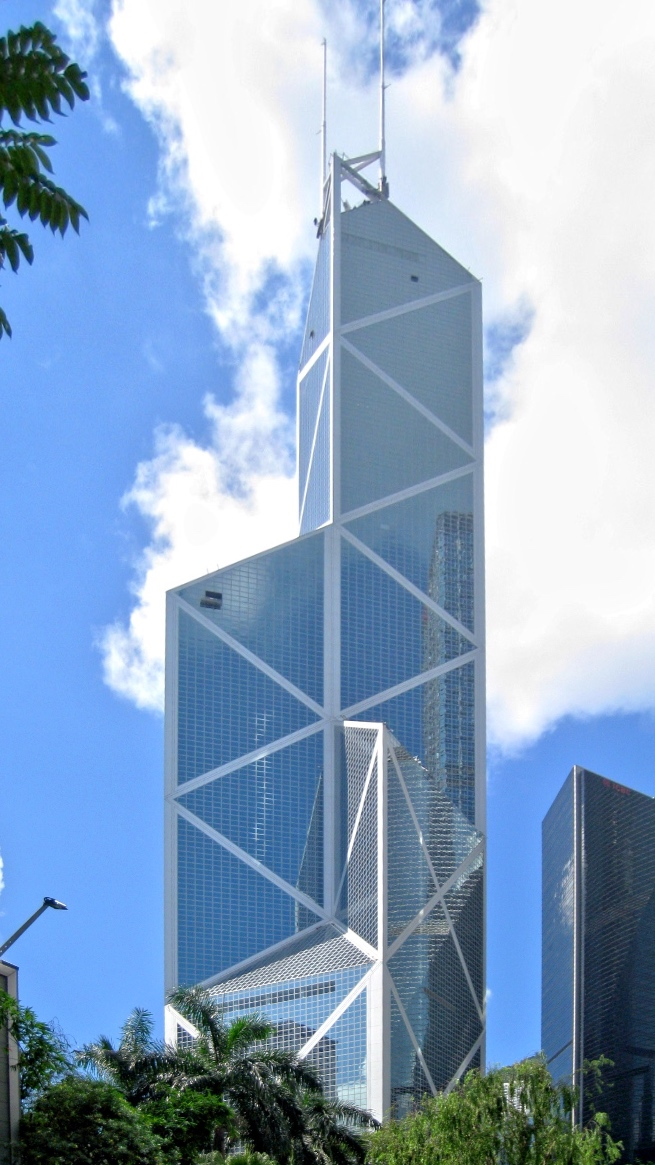
香港中環中銀大廈
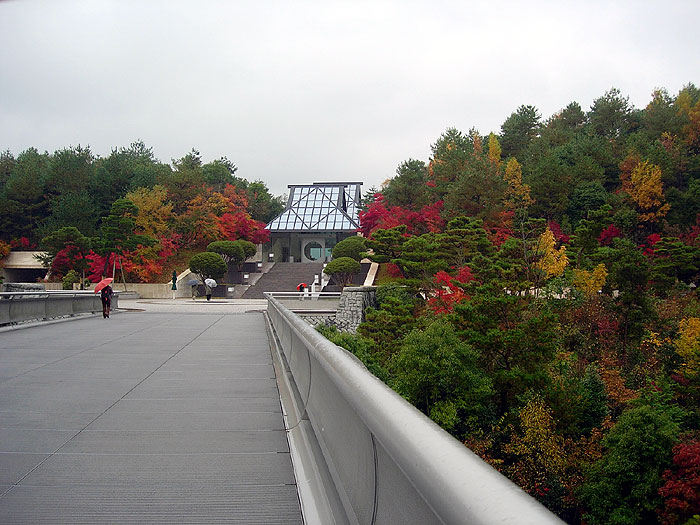
日本美秀美術館
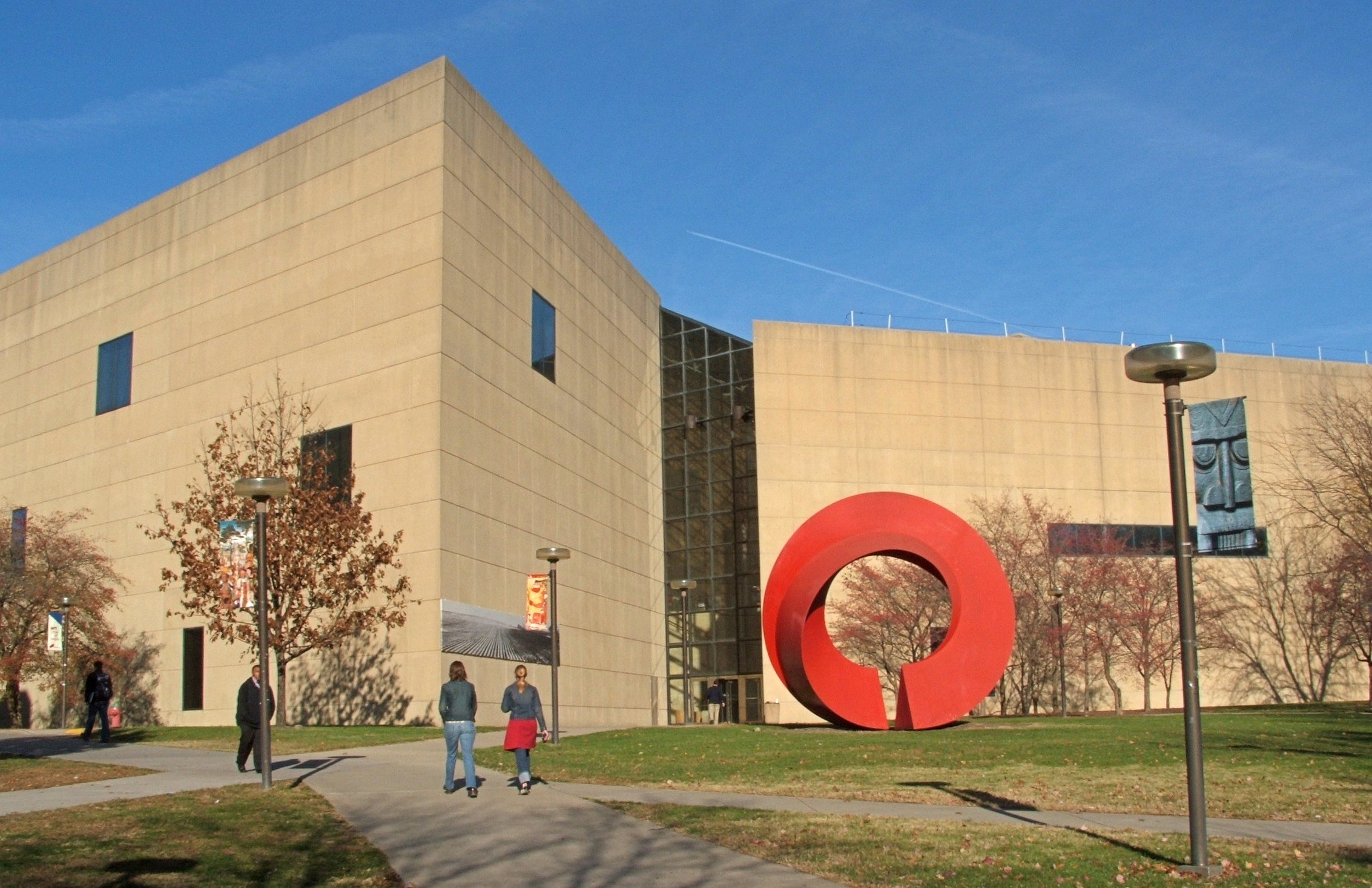
印第安納大學美术馆
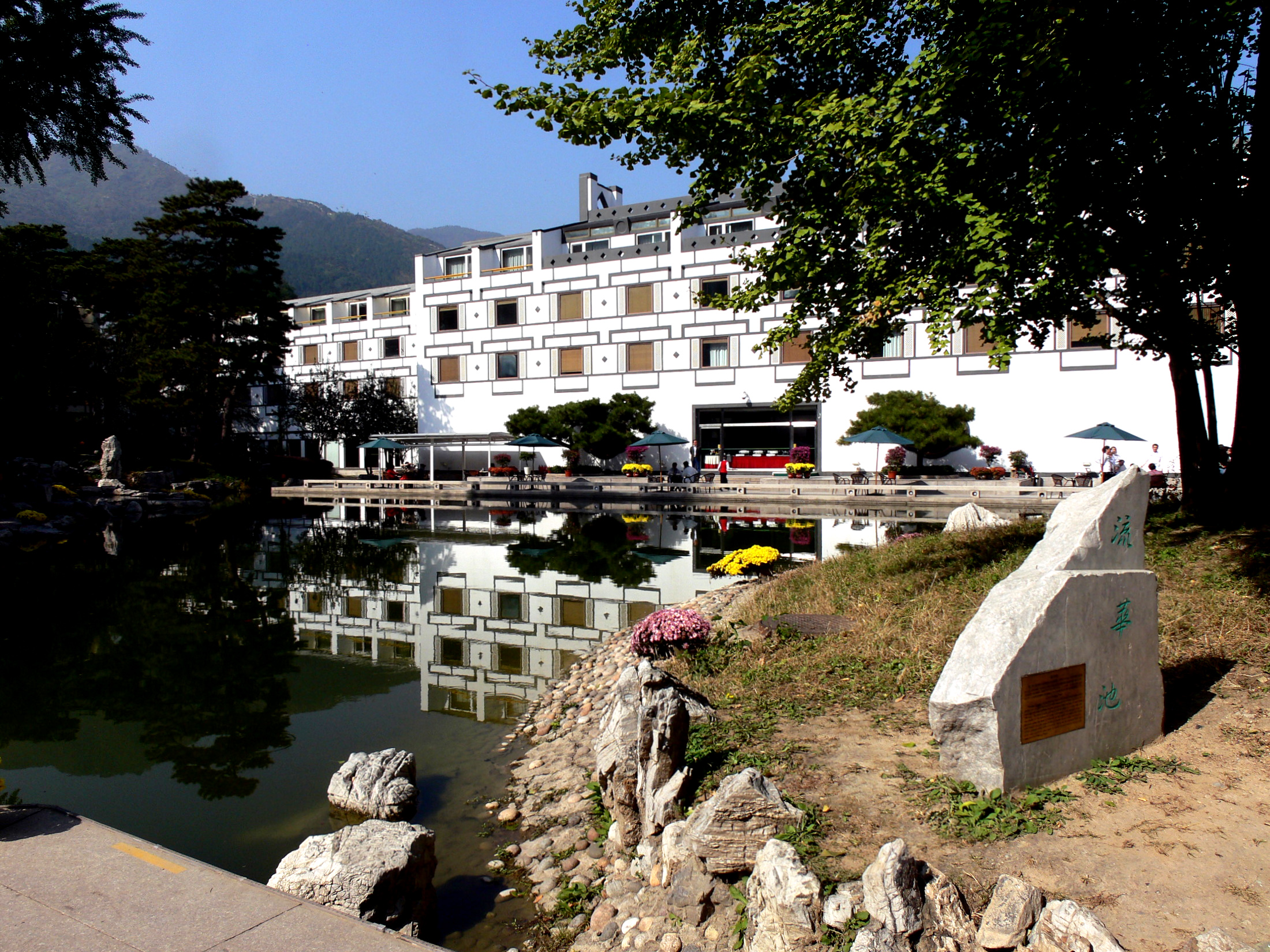
北京香山饭店
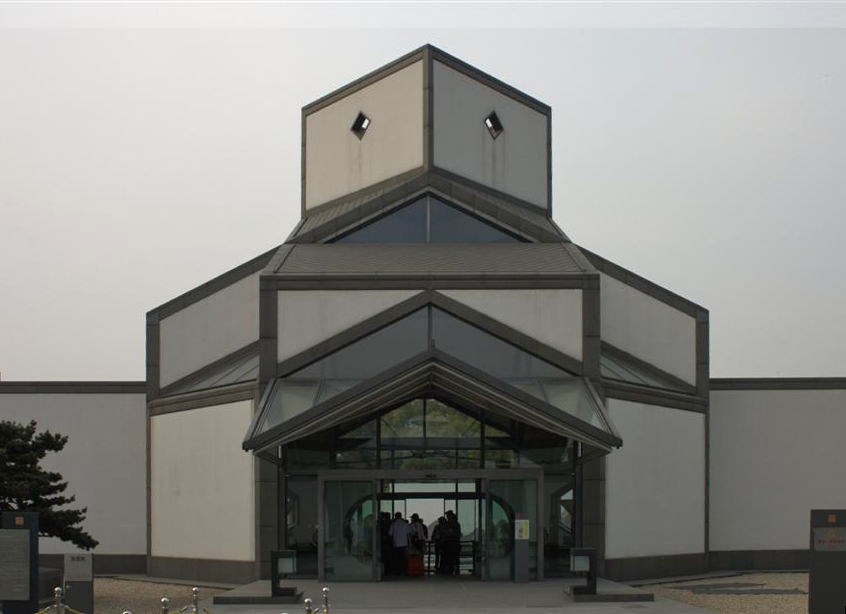
蘇州市蘇州博物館

## 影視媒體形象
- 《美國：一部電影》：2021年動畫電影，貝聿銘由大衛·卡拉漢聲演。

## 紀念展覽
- M+《貝聿銘：人生如建築》